# Casina Vanvitelliana

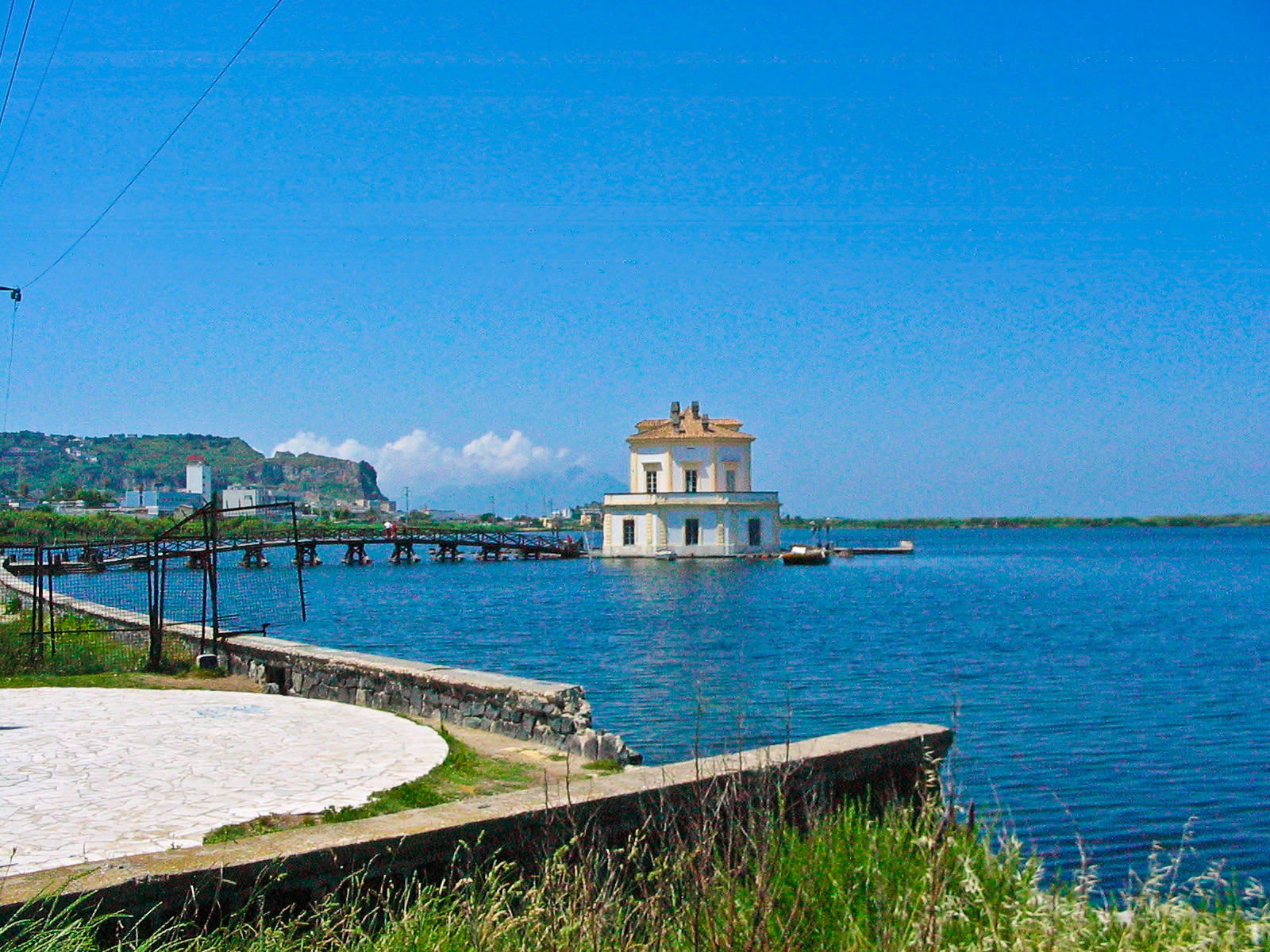
La Casina al tramonto

Die Casina Vanvitelliana ist ein Bauwerk im Lago Fusaro in der Kommune Bacoli.
Am Ort wird kolportiert, die Aufnahmen im Haus der Fee zur Filmserie Pinocchio aus dem Jahre 1972 hätten hier stattgefunden; tatsächlich fanden sie an Lago di Martignano nahe Bracciano statt.